# Herb Adams (político)
Herbert C. Adams (nascido em c. 1955) é um historiador, político e jornalista americano do Maine. Um Democrata, Adams era um membro do Comitê Escolar de Portland – Ele representou os bairros de Portland em East Bayside e Parkside na Câmara dos Deputados de Maine. Ele também é um historiador notável da história local, tendo publicado Bold Vision: the History of the Portland Park System em 2000.
Em 2010, os limites de mandatos o impediram de buscar a reeleição, e o distrito que ele representava, 119, foi conquistado pelo independente Ben Chipman. Em 2012, Chipman venceu a reeleição, revertendo a tentativa de Adams de recuperar o assento, de 1.884 a 1.272. Um terceiro candidato na corrida, o republicano Gwendolyne Tuttle, recebeu 317 votos.
Ele é instrutor de história no Southern Maine Community College.
Ele foi educado na Universidade do Sul do Maine e na John F. Kennedy School of Government da Universidade de Harvard.